# Ángel Vicioso
Vicioso  Arcos est un nom espagnol. Le premier nom de famille, en général paternel, est Vicioso ; le second, en général maternel, souvent omis, est Arcos.
Ángel Vicioso Arcos, né le 13 avril 1977 à Alhama de Aragón, est un cycliste espagnol, professionnel de 1999 à 2017.

## Biographie
Ángel Vicioso passe professionnel en 1999. Il porte les couleurs des équipes Kelme-Costa Blanca (1999-2002), puis ONCE-Eroski (2003). Cette dernière formation est rebaptisée Liberty Seguros en 2004.
Il remporte sa première victoire en tant que professionnel en 2000 : une étape du Tour de La Rioja.
En 2006, il est cité dans l'affaire Puerto. Il rejoint en 2007 l'équipe Relax-GAM. En 2008, il court pour l'équipe portugaise LA-MSS. Il remporte avec elle le Tour des Asturies. En 2009 et 2010, il est membre de l'équipe espagnole Andalucía-Cajasur.
En 2011, il est recruté par l'équipe italienne Androni Giocattoli. Il participe au Tour d'Italie, son premier grand tour depuis 2005. Il en remporte la troisième étape. Cette étape est marquée par le décès de Wouter Weylandt.
Il signe pour la saison 2012 avec l'équipe Katusha. Il termine à la 10e place de Paris-Nice 2012.
En février 2013, amené à témoigner sur l'affaire Puerto où il est cité, il est suspendu temporairement par son équipe. Une fois son témoignage effectué, le coureur est réintégré par son équipe. Présent sur le Tour d'Italie 2013, il abandonne au terme de la neuvième étape en raison d'une chute qui lui provoque une fracture d'un poignet et de trois côtes.
L'année suivante, à nouveau sur le Tour d'Italie, Vicioso, comme de nombreux autres coureurs dont son chef de file Joaquim Rodríguez, chute dans les derniers kilomètres de la sixième étape. Il ne termine pas l'étape et des examens médicaux révèlent qu'il est atteint d'une triple fracture du fémur droit nécessitant une intervention chirurgicale. À la suite de ce diagnostic, la fin de sa carrière de coureur professionnel est annoncée.
Vicioso revient cependant à la compétition en 2015. Il remporte sa première victoire depuis 2011 à l'occasion du Grand Prix Miguel Indurain où il devance son compatriote Ion Izagirre.
Au mois d'octobre 2016 il renouvelle son contrat avec l'équipe Katusha. Il arrête sa carrière à l'issue de la saison 2017.

## Palmarès et classements mondiaux

### Palmarès amateur
- 1998
  - 7e du championnat d'Europe sur route espoirs

### Palmarès professionnel
- 2000
  - 2e étape du Tour de La Rioja
  - 2e du Tour de La Rioja
  - 3e du Grand Prix Miguel Indurain
  - 3e de la Clásica de Alcobendas
- 2001
  - Grand Prix Miguel Indurain
  - 4e étape du Tour de l'Alentejo
  - Clásica de Sabiñánigo
- 2002
  - Klasika Primavera
  - Grand Prix Miguel Indurain
- 2003
  - 3e étape de la Bicyclette basque
  - 1re (contre-la-montre par équipes) et 7e étapes du Tour de Catalogne
  - 1re étape du Tour d'Espagne (contre-la-montre par équipes)
  - 2e du Grand Prix Miguel Indurain
  - 9e du Tour du Pays basque
  - 9e de l'Amstel Gold Race
- 2004
  - 3e et 4eb étapes de la Bicyclette basque
  - 9e de Tirreno-Adriatico
  - 10e de Liège-Bastogne-Liège
- 2005
  - 1re et 4ea étapes de la Bicyclette basque
  - 3e du Grand Prix Miguel Indurain
  - 6e de la Flèche wallonne
  - 7e de Tirreno-Adriatico
  - 10e de Liège-Bastogne-Liège
- 2006
  - 4e étape du Tour de Suisse
  - 4e du Tour de Suisse
- 2007
  - 1re et 3e étapes du Tour de la communauté de Madrid
  - 1re étape du Tour des Asturies
  - 3e étape du Tour du Pays basque
  - 2e du Tour de Murcie
  - 2e du Tour du Pays basque
  - 2e du Tour de la communauté de Madrid
- 2008
  - Tour des Asturies :
    - Classement général
    - 1re étape

  - 2e étape du Tour de la communauté de Madrid
  - 3e de la Clássica da Primavera
- 2009
  - 5e étape du Tour des Asturies
  - 2e du Tour de La Rioja
- 2010
  - GP Llodio
  - Tour de La Rioja
  - 2e étape du Tour des Asturies
- 2011
  - 1reb étape de la Semaine internationale Coppi et Bartali (contre-la-montre par équipes)
  - Grand Prix de l'industrie et de l'artisanat de Larciano
  - 3e étape du Tour d'Italie
  - 3e du Trofeo Laigueglia
- 2012
  - 10e de Paris-Nice
- 2015
  - Grand Prix Miguel Indurain
- 2015
  - 1re étape du Tour d'Autriche[n 7] (contre-la-montre par équipes)
- 2016
  - 2e du championnat d'Espagne sur route

### Résultats sur les grands tours

#### Tour de France
4 participations
- 2003 : abandon (6e étape)
- 2004 : abandon (10e étape)
- 2005 : 64e
- 2016 : 129e

#### Tour d'Italie
7 participations
- 2000 : 72e
- 2002 : 50e
- 2011 : 71e, vainqueur de la 3e étape
- 2012 : 69e
- 2013 : non-partant (10e étape)
- 2014 : abandon (6e étape)
- 2017 : non-partant (21e étape)

#### Tour d'Espagne
6 participations
- 2001 : 52e
- 2003 : 67e
- 2005 : 47e
- 2012 : 95e
- 2013 : 80e
- 2015 : 103e

### Classements mondiaux
| Année              | 2005 | 2006 | 2007 | 2008 | 2009 | 2010 | 2011 | 2012 | 2013 | 2014 | 2015 |
| ------------------ | ---- | ---- | ---- | ---- | ---- | ---- | ---- | ---- | ---- | ---- | ---- |
| Classement ProTour | 78e  | 71e  |      |      |      |      |      |      |      |      |      |
| UCI World Tour     |      |      |      |      |      |      |      | 188e | 144e | nc   | nc   |
| UCI Europe Tour    |      |      | 81e  | 21e  | 148e | 26e  | 73e  |      |      |      |      |